# Mirnes Šišić
Mirnes Sead Šišić, slovenski nogometaš, * 8. avgust 1981, Celje.

## Klubska kariera
Šišić je svojo prosfesionalno kariero začel pri NK Rudar Velenje leta 2001. Leta 2003 je prestopil v Ilisiakos, med sezonami 2004 in 2006 pa je igral za klub AEL Larissa. Od tam je odšel v Levedeiakos, od koder je za kratek čas odšel v Iraklis. Po vrnitvi v Levedeiakos je na devetih tekmah dosegel dva gola, v začetku sezone 2008-09 pa ga je trener Olympiacosa, Takis Lemonis pripeljal v ta grški klub, za katerega je podpisal tri in pol letno pogodbo v vrednosti 500.000 evrov. 
Svoj prvi gol za novi klub je Šišić dosegel na tekmi proti klubu Atromitos. Navijačem se je prikupil z golom na tekmi proti svojemu bivšemu klubu Larissa, kar je Olympiacosu zagotovilo naslov grškega prvaka.
Januarja 2009 je prestopil k beograjski Crveni zvezdi, a je zaradi neplačevanja obveznosti iz kluba že sredi poletja izstopil. Samostojno je treniral doma, v Velenju. Malo pred novim letom se je vrnil v Grčijo in podpisal polletno pogodbo (z možnostjo podaljšanja) s tamkajšnjim prvoligašem PAS Giannino. Ker je Giannina izpadla iz prvoligaške druščine, se je Šišić vrnil v domovino in samostojno treniral za nastop na Svetovnem prvenstvu v Južni Afriki. Prepričanje, da mu bo nastop na Svetovnem prvenstvu odprl vrata za prestop v katero od močnejših lig, se je razblinilo, ko ga selektor Kek ni uvrstil na končni seznam igralcev, ki so odpotovali v Južno Afriko. Julija je podpisal enoletno pogodbo s solunskim prvoligašem Iraklisom, ki je novo sezono začel prav z zmago nad Šišićevim bivšim klubom Olympiacosom, občasni slovenski reprezentant pa je na igrišču preživel 75. minut.
Pozimi je bil blizu odhoda iz Iraklisa, a se niso uspeli uskladiti glede pogojev prekinitve pogodbe. Ker nato svoje enoletne pogodbe z Iraklisom ni želel podaljšati, je izpadel iz kadra in v spomladanskem delu sezone praktično ni igral. Sredi aprila 2011 je našel skupni jezik s klubom in podpisal novo, dveletno pogodbo.

## Reprezentančna kariera
Leta 2008 je Mirnesa Šišića v Slovensko nogometno reprezentanco povabil selektor Matjaž Kek. Debitiral je na prijateljski tekmi proti Danski v Novi Gorici (6.2.), kjer je kljub porazu navdušil slovensko javnost. Prvi gol v dresu Slovenije je zabil že na svoji drugi tekmi, prav tako prijateljski, 26. marca 2008 v gosteh na Madžarskem. Drugi gol je dosegel iz kazenskega strela, 20. avgusta 2008 na prijateljski tekmi proti Hrvaški v Mariboru.
V kvalifikacijskem ciklusu za nastop na Svetovnem prvenstvu v Južnoafriški republiki (JAR) je zbral 5 nastopov, selektor Matjaž Kek ga je uvrstil na širši seznam potnikov za pot v JAR, a je v zadnjem »izločilnem krogu« izpadel in ostal brez nastopa na svetovnem prvenstvu. Kljub razočaranju je dejal, da bo reprezentanci in selektorju na voljo tudi v prihodnje.

## Dosežki

#### Olympiacos
- Grška nogometna superliga: 2007-08
- Grški nogometni superpokal: 2007

## Reprezentančni goli
| #  | Datum           | Lokacija                | Nasprotnik | Rezultat | Izid  | Tekmovanje         |
| -- | --------------- | ----------------------- | ---------- | -------- | ----- | ------------------ |
| 1. | 26. marec 2008  | Zalaegerszeg, Madžarska | Madžarska  | 0-1      | zmaga | prijateljska tekma |
| 2. | 20. avgust 2008 | Maribor                 | Hrvaška    | 2-3      | poraz | prijateljska tekma |